# جاك ديزني
جاك ديزني (بالإنجليزية: Jack Disney)‏ هو دراج أمريكي، ولد في 15 يونيو 1930 في توبيكا في الولايات المتحدة.

## وصلات خارجية
- جاك ديزني على موقع أرشيف الدراجات (الإنجليزية)
- جاك ديزني على موقع أوليمبيديا (الإنجليزية)